# Подводный крейсер

Советская крейсерская подводная лодка времён ВОВ

Подводный крейсер — подводная лодка, приспособленная и предназначенная для долгих одиночных автономных походов. Как правило отличается бо́льшим водоизмещением и лучшими условиями обитания экипажа. Представляет собой попытку сочетания в рамках одного корабля скрытности подводной лодки и огневой мощи надводного корабля.

## Причины появления
Проекты подводных крейсеров крупного водоизмещения стали появляться с начала XX века, однако проверку в бою эта концепция прошла в годы Первой мировой войны. В военно-морском строительстве периодически предпринимаются попытки создания универсальных кораблей, сочетающих в себе свойства подводной лодки и надводного корабля. Научно-технический прогресс в годы Первой Мировой войны породил несколько странных проектов в военном кораблестроении. Военно-техническая мысль того времени склонялась к мнению, что весь флот будущего будет иметь свойства подлодок. Самыми многообещающими казались проекты подводных крейсеров. В первое десятилетие после Первой мировой войны боевые возможности подлодок пытались увеличить за счет артиллерии крупного калибра (на это решение повлиял опыт немецких подводных крейсеров Первой мировой войны, которые больше кораблей утопили артиллерией, чем торпедами). Например, в 1925 году в Англии ввели в строй подлодку HMS X1 с шестью 533-мм торпедными аппаратами и четырьмя 132-мм пушками, а во Франции в 1929 году — подлодку Сюркуф с двумя пушками калибра 203 мм, четырнадцатью торпедными аппаратами (32 запасные торпеды) и одним гидросамолетом, ставшую вершиной разработок такого типа кораблей.

## Подводные крейсера в Первой мировой войне

### История появления подводных крейсеров
Первые построенные боевые подводные лодки отличались малым водоизмещением, около 150 тонн, и крайне малой автономностью. Задачей нового вида оружия стала оборона рейдов и гаваней от тяжёлых кораблей противника. Затем появились средние подводные лодки, имевшие водоизмещение 400—700 тонн и предназначенные для позиционной борьбы в акваториях морей. Более крупные лодки, водоизмещением от 800 тонн, считались океанскими и уже могли совершать крейсерские походы. Первая мировая война почти сразу наглядно показала, что кроме уже поставленных задач подводные лодки могут успешно препятствовать торговому судоходству, для чего на субмаринах стали устанавливать артиллерийские орудия, как наиболее дешёвое и удобное средство потопления безоружных судов. Логичным продолжением развития этой концепции и стало создание по аналогии с лёгкими и вспомогательными крейсерами подводных крейсеров, как кораблей, способных совершать длительные автономные походы и топить торговые корабли на большом удалении от мест своего базирования. В силу специфики театра и соотношения сил воюющих сторон такая идея была прежде всего актуальна для Германии.
Подводные крейсера Первой мировой войны объединяет большое водоизмещение, как правило превышающее 1500 тонн, наличие крупнокалиберного артиллерийского вооружения, солидный запас торпед, большой запас хода и высокая скорость надводного хода.

### Германские подводные крейсеры
В 1915 году в Германии началась проработка сразу нескольких типов крейсерских подводных лодок, характеризующиеся сочетанием мощного артиллерийского и торпедного вооружения (на каждой подлодке стояло 2 500-миллиметровых торпедных аппарата с боезапасом в 18 торпед). Помимо пары мощных 150-миллиметровых пушек немецкие подводные крейсеры имели бронирование рубки и подачи боеприпасов к орудиям 25-30-миллиметровыми железными листами, а сама тактика применения немецких подводных крейсеров носила название «ныряющей пушки».
Тип U-151, «Дойчланд»

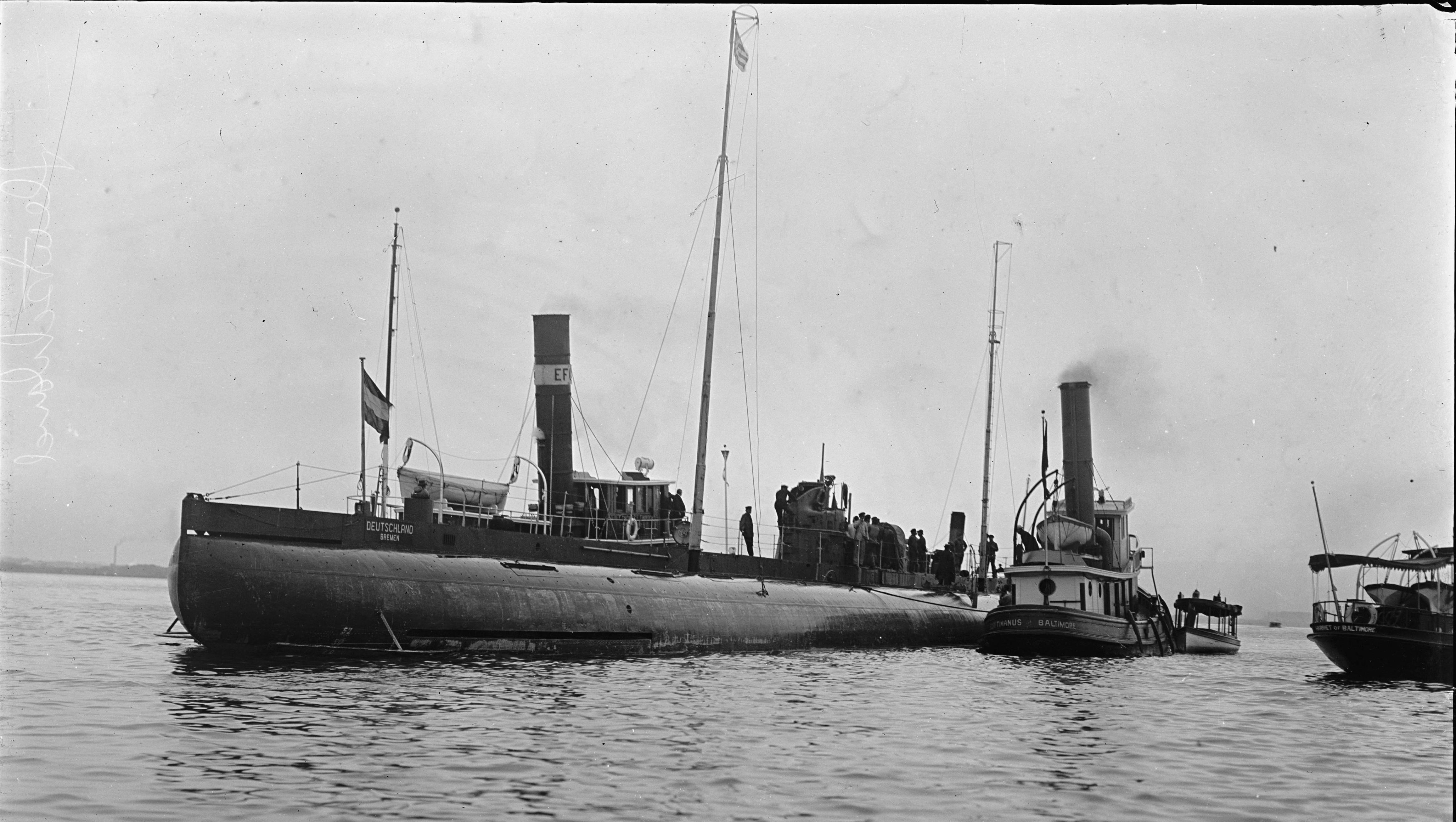
Почтовая субмарина «Дойчланд»

Первенцами стали два корабля класса «Дойчланд»: «Дойчланд» и «Бремен», которые предназначались для прорыва британской блокады. Они имели водоизмещение более 1500 тонн, скорость над/под водой 12/5 узлов, и феноменальную автономность в 25 тысяч миль. «Дойчланд» совершил два успешных рейса с грузом почты в США, а затем был переоборудован для ведения боевых действий. Шесть последующих лодок того же проекта сразу достраивались как боевые.
Тип U-139
В 1918 году в строй вошли подводные крейсера типа U-139. Это были лодки водоизмещением 2000/2500 тонн, скоростью 15/7,5 узлов, автономностью более 12 500 миль, они предназначались для нарушения судоходства у берегов Южной Америки и Южной Африки, а их основным вооружением являлись два 6-дюймовых орудия (152 мм). Всего было построено 15 лодок, которые были отданы под командование лучших подводников Кайзеровского флота. Головным кораблём командовал знаменитый Лотар фон Арно де ла Перьер.
Типы U-117 и U-127
Условно к подводным крейсерам также можно отнести десять подводных минных заградителей (U-117 — U-126, 1150 тонн, 12 500 миль, три десятка мин) и 12 больших подлодок (U-127 — U-138, 1200 тонн, 17/8 узлов, 12000 миль), которые также предназначались для походов в Южную Атлантику.

## Подводные крейсера во Второй мировой войне
В межвоенные годы наряду с широкораспространёнными малыми и средними лодками продолжали существовать концепции крейсерских и эскадренных подводных лодок. Основным оружием в годы Второй мировой войны являлись торпеды, а артиллерия стала выполнять вспомогательные функции, а в конце войны часто и вовсе демонтировалась.

### Великобритания

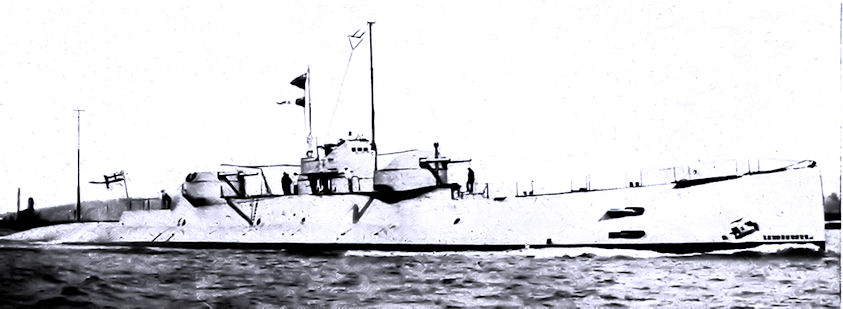
HMS X1

В 1921 году в Великобритании была заложена подводная лодка X1, проект которой основывался на германских наработках незавершённого типа U-173. На тот момент лодка являлась самой большой в мире, её водоизмещение составляло 2820/3700 тонн, длина превышала 110 метров, автономность равнялась 12400 милям. Вооружение кроме 6 торпедных аппаратов состояло из 4 орудий калибра 5,2 дюйма (132-мм) по два в двух башнях. В 1933 году субмарину вывели в резерв, а в 1935 и вовсе списали.

### Франция

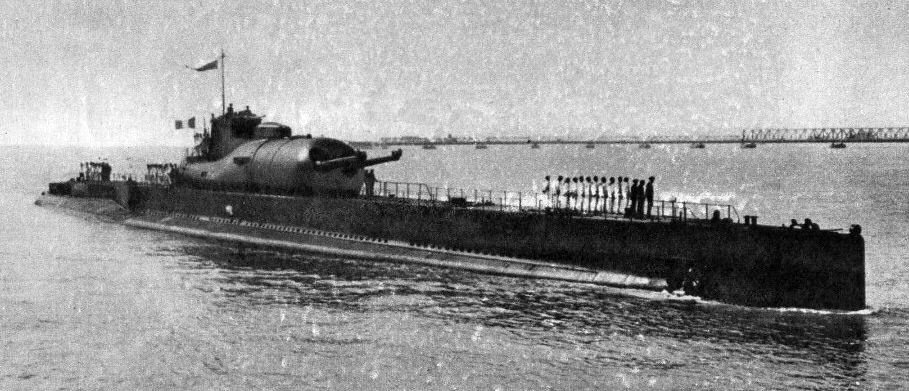
«Сюркуф»

Единственным подводным крейсером Франции в этот период стал подводный гигант «Сюркуф», построенный в 1934 году, имевший водоизмещение в 3250/4000 тонн и нёсший 2 8-дюймовых (203-мм) артиллерийских орудия. Корабль погиб в 1942 году, протараненный сухогрузом неподалёку от Панамского канала. Боевых успехов он так и не достиг.

### Германия
В соответствии с разработанной в 1930-х годах в Германии кораблестроительной программой, более известной как план «Z», в рамках строительства подводного флота предполагалось создание подводных крейсеров водоизмещением до 2500 тонн, предназначенных для действия на удалённых коммуникациях противника. Начало Второй мировой войны сорвало выполнение этого плана, поэтому на дальних коммуникациях действовали вспомогательные крейсера, переоборудованные из торговых судов, а также океанские субмарины типа IX, имевшие водоизмещение от 1200 до 2000 тонн в зависимости от подсерии. В немецком подводном кораблестроении того периода ставка делалась на такие характеристики, как манёвренность, скорость экстренного погружения, скорость надводного полного хода, дальность плавания. Артиллерийское вооружение крейсерских субмарин было представлено одним 105-мм орудием и зенитными автоматическими орудиями калибра 20 или 37 мм, основным вооружением были торпеды.
Кроме океанских субмарин была построена серия подводных минных заградителей, имевших водоизмещение до 2500 тонн и перевозящих 66 больших мин.
Действия крейсерских подлодок Германии было направлено в первую очередь против судоходства Великобритании и союзников, а в конце войны океанские субмарины применялись в качестве транспортных для обмена стратегическими видами сырья с Японией.
К концу войны были сконструированы и внедрены в серийное производство океанские «электролодки» типа XXI. Они являлись революционными для того времени кораблями, однако принять активное участие в боевых действиях они не успели.

### СССР
Основным методом использования подводных лодок СССР во Второй мировой войне являлся позиционный, поэтому подводные крейсера в СССР были представлены только немногочисленной серией подводных лодок типа «К», имевших водоизмещение в 2500 тонн, высокую надводную скорость, 10 торпедных аппаратов, 20 мин типа ЭП в специальной шахте-балластной цистерне и 2x100-мм орудия Б-24ПЛ. Предполагавшийся перевод части лодок на Тихоокеанский флот осуществлён не был, поэтому шесть лодок довольно успешно применялись на Северном флоте, пять лодок воевали на неудобной для столь больших кораблей Балтике, одна лодка так и не была достроена. Лодки совершали минные постановки, выходили в торпедные атаки, достигли сравнительно больших успехов артиллерией. К-21 (Лунин) сумела выйти в атаку на германский линкор «Тирпиц». Результат — срыв атаки на конвой PQ17. (PQ17 был атакован исключительно Люфтваффе и подводным флотом.)

### США
Основные действия подводных лодок ВМС США во Второй мировой войне развернулись на просторах Тихого океана против Японии, что обусловило состав и тактику применения американского подводного флота на Тихом океане, — почти все тихоокеанские субмарины США того периода были крейсерскими. Основу подводного флота составляли конструктивно близкие типы: «Гато», «Балао» и «Тенч». Всего в строю было несколько сотен таких субмарин, имеющих водоизмещение около 2600 тонн, большую автономность, наилучшую в то время обитаемость. Так, если германские подводники занимали провиантом всё свободное пространство, вплоть до одного из гальюнов, то для их американских коллег-противников более насущной проблемой являлся выбор между приготовлением ванильного или шоколадного мороженого на десерт. Большим преимуществом американских субмарин являлось широкое распространение качественных радаров, позволявших лодкам обнаруживать цели в большом радиусе.
Американские лодки вели неограниченную подводную войну против японских кораблей, достигая больших успехов на растянутых коммуникациях, связывающих японские острова с Китаем и Индокитаем. Наибольшие потери Японии пришлись на танкерный флот, — дефицит средств для перевозки топлива Япония испытывала на себе в течение всей войны. Кроме того, значительные победы были достигнуты в борьбе с крупными боевыми кораблями японских ВМС.

### Япония
Крейсерские подводные лодки составляли значительную часть японского флота. Отказ от войны против торгового флота противника означал преимущественное применение субмарин в целях разведки и в наступательных операциях для атаки на надводные военных кораблей противника. Япония единственное государство, имевшее в составе военного флота подводные авианосцы, многие из которых представляли собой крейсерские субмарины с одним самолетом, резко улучшающим разведывательные возможности корабля. Часто, в том числе и при атаке на Пёрл-Харбор, крейсерские субмарины использовались в качестве буксировщиков для мини-подлодок, однако существенных результатов в подобных операциях достигнуто не было. В конце войны крейсерские лодки использовались в качестве носителей кайтэнов — человекоуправляемых торпед. Превосходя американцев в части торпедного оружия и оптических приборов, японские лодки уступали им по условиям обитаемости и качеству радаров. Гидро- и радиолокаторы появились на японских лодках лишь к концу войны и не могли конкурировать с современной им американской техникой.

## Современные подводные крейсера
Термин используется в России для обозначения:
- Ракетный подводный крейсер стратегического назначения — РПКСН
- Тяжёлый ракетный подводный крейсер стратегического назначения — ТРПКСН

Как правило, подводные крейсера имеют по два подготовленных экипажа, которые периодически заменяют друг друга. Иногда, чтобы не прерывать поход, замена экипажа происходит в зарубежных морских базах, куда сменный экипаж прибывает воздушным транспортом или на льду Северного ледовитого океана, куда экипаж и необходимые запасы продовольствия и материалов доставляются ледоколом.
Иногда термин подводный крейсер используется по отношению к лодкам класса ПЛАРК в контексте «атомный подводный ракетный крейсер».

## Подводные крейсеры в литературе и кино
Проекты подводных крейсеров с артиллерийским вооружением британские подлодки класса М, британская подлодка HMS X1, немецкие подлодки класса U 139 и французской подлодка Сюркуф послужили источниками вдохновения для оружия дизельпанка.

### Сноски
1. ↑  Минно-балластную цистерну имели лишь шесть из двенадцати подлодок типа К.